# Mount Ancla
Mount Ancla (in Argentinien Monte Ancla, in Chile Monte Becar, im Vereinigten Königreich Mount Hindson) ist ein 815 m hoher Berg in der Osterrieth Range auf der Anvers-Insel im Palmer-Archipel vor der Westküste der Antarktischen Halbinsel. Er ragt 3 km nördlich des Kap Lancaster auf und ist abgesehen von einem Felsrücken auf der Südseite schneebedeckt.
Der Falklands Island Dependencies Survey nahm 1944 und 1955 Vermessungen des Berges vor. Der Name des Berges, der wörtlich übersetzt Ankerberg heißt, findet sich erstmals auf einer argentinischen Landkarte aus dem Jahr 1950. Das Advisory Committee on Antarctic Names übertrug diese Benennung 1967 ins Englische. Das UK Antarctic Place-Names Committee benannte ihn dagegen 1957 nach William John Hindson (* 1935), einem Geodäten des FIDS. Namensgeber der chilenischen Benennung ist Pedro Becar Torres, Heizer an Bord des Dampfschiffs Yelcho, mit dem die 22 auf Elephant Island gestrandeten Teilnehmer der Endurance-Expedition (1914–1917) des britischen Polarforschers Ernest Shackleton gerettet wurden.